# Eigenmittel (Kreditinstitut)
Als Eigenmittel wird im Bankwesen und in der Bankbetriebslehre das Eigenkapital der Kreditinstitute bezeichnet. Sie haben angemessene Eigenmittel aufzuweisen, um den Verpflichtungen gegenüber ihren Gläubigern (Geldanleger) jederzeit nachkommen zu können.

## Allgemeines
Während es für Nichtbanken außer dem Mindestkapital bei Kapitalgesellschaften (Grundkapital, Stammkapital) keine regulierenden Vorschriften über die Eigenkapitalausstattung gibt, hielt es der Gesetzgeber bei Kreditinstituten und Versicherungen (Eigenmittel (Versicherung)) für erforderlich, wegen der besonderen Risiken des Bank- und Versicherungsgeschäfts Regeln über die Höhe und Angemessenheit von Eigenkapital zu erlassen. Das geschah erstmals durch das Kreditwesengesetz (KWG) vom Dezember 1934, das in § 11 KWG die Einhaltung einer Eigenkapitalquote verlangte, § 11 Abs. 2 KWG 1934 führte den Begriff „haftendes Eigenkapital“ ein. Es berücksichtigte die Erfahrungen aus der Deutschen Bankenkrise vom Juni 1931, in der eine Vielzahl von Kreditinstituten einen zu großen Teil ihrer Eigenmittel oder sogar ihre gesamten Eigenmittel häufig in nur einem einzigen oder in sehr wenigen Kreditengagements angelegt hatte.
Entsprechend der Präambel zur Eigenmittelrichtlinie sollen die Eigenmittel die Sicherung der kontinuierlichen Tätigkeit der Kreditinstitute und den Sparerschutz ermöglichen.

## Funktionen
Wie das Eigenkapital von Nichtbanken erfüllen auch die Eigenmittel von Kreditinstituten mehrere Funktionen:
- Gründungsfunktion: Die Bankgründung erfordert nach § 33 Abs. 1 Nr. 1 KWG ein „ausreichendes Anfangskapital, bestehend aus hartem Kernkapital“, das bei CRR-Kreditinstituten mindestens 5 Millionen Euro betragen muss (§ 33 Abs. 1d KWG). Nach § 2 Abs. 1 Nr. 1 Pfandbriefgesetz müssen Hypothekenbanken mindestens über ein Kernkapital von 25 Millionen Euro verfügen. Mit dem Gründungskapital werden unter anderem die ersten Gründungsinvestitionen finanziert.
- Finanzierungsfunktion: Eigenkapital finanziert einerseits im Rahmen der goldenen Bilanzregel das langfristige Sachanlagevermögen und die Beteiligungen von Kreditinstituten, andererseits sind diese Bilanzpositionen im zentralen Begriff der Risikoposition enthalten, die mit Eigenmitteln zu unterlegen ist.
- Haftungsfunktion: Eigenmittel sollen zum Auffangen von intertemporären Verlusten und dem Einlegerschutz dienen. Entstehende Verluste werden durch das Eigenkapital aufgefangen. Je höher das Eigenkapital ist, umso länger ist ein Unternehmen in der Lage, anhaltende Verluste zu verkraften,[6] ohne in eine Unternehmenskrise zu geraten. Da Eigenkapital „in der Rangstelle der liquidiations- oder insolvenzbedingten Rückzahlbarkeit ganz am Ende“ steht,[7] haftet es den Gläubigern und stellt damit die Grundlage des Gläubigerschutzes sicher.
- Begrenzungsfunktion: Die Höhe der Eigenmittel begrenzt speziell die Risikopositionen und allgemein das mögliche Geschäftsvolumen einer Bank. Der Aufbau eines Kreditportfolios ist nur bis zu einer von den Eigenmitteln abhängigen, festgelegten Grenze der Kernkapitalquote zulässig. Einer spezifischen Begrenzung unterliegen die Großkredite, deren Höhe nach Art. 395 Kapitaladäquanzverordnung (englische Abkürzung CRR) 25 % der anrechenbaren Eigenmittel nicht überschreiten darf. Nach § 4 PfandBG muss die jederzeitige Deckung der umlaufenden Pfandbriefe durch „ordentliche Deckungswerte“ (Grundpfandrechte, Schiffs- und Flugzeughypotheken) zu mindestens 100 % sichergestellt sein.[8] Da diese Deckungswerte wiederum an die Eigenmittel gebunden sind, besteht auch hierdurch eine Begrenzungsfunktion.
- Bemessungsfunktion bei der Gewinnverteilung: Der Eigenkapitalanteil eines einzelnen Gesellschafters bildet die Berechnungsgrundlage bei der Verteilung von Gewinnen und Verlusten. Insbesondere bei Kapitalgesellschaften wird am Aktienkapital die Höhe der Dividenden orientiert.
- Repräsentations- und Werbefunktion: Die absolute Höhe der Eigenmittel als Risikokapital kann mit Hilfe der Werbung der Öffentlichkeit präsentiert werden und Vertrauen in die Solvabilität des Instituts schaffen. Die Kernkapitalquote lässt Rückschlüsse auf die Qualität eines Instituts zu. Die vorhandenen Eigenmittel sind ein wesentliches Kriterium für die Kreditwürdigkeit und das Rating.

## Rechtsfragen
Zentrale Vorschrift für Definition, Umfang und Grenzen der Eigenmittel ist seit Januar 2014 die auf europäischer Ebene geltende Kapitaladäquanzverordnung (englische Abkürzung CRR), worin die Eigenmittel als die Summe aus Kernkapital und Ergänzungskapital definiert werden (Art. 4 Abs. 1 Nr. 118, Art. 72 CRR). Die in § 10 Abs. 1 Satz 1 KWG formulierte Forderung nach einer angemessenen Eigenkapitalausstattung der Kreditinstitute reflektiert lediglich noch eine qualitative bankaufsichtsrechtliche Strukturnorm. Die Bestimmung des § 10 KWG - vor 2014 die zentrale quantitative Vorschrift der Eigenmitteldarstellung - nimmt heute lediglich noch Bezug auf die Kapitaladäquanzverordnung und ermächtigt den Bundesfinanzminister, Rechtsverordnungen im Hinblick auf die Solvabilität der Institute zu erlassen. Sie hebt ausdrücklich die Sicherung der den Instituten anvertrauten Vermögenswerte und somit den Gläubigerschutzgedanken hervor. Der Gläubigerschutz dient der Sicherung des Vertrauens in das Bankensystem. Vertrauen ist wiederum eine essentielle Voraussetzung für die Stabilität eines modernen Finanzsystems.
Der unbestimmte Rechtsbegriff der Angemessenheit stellt generell ein bestimmtes Verhältnis zweier Bezugsgrößen zueinander dar. Als angemessen gilt in steuerrechtlicher Hinsicht bei Nichtbanken ein Eigenkapital, das mit der Kapitalstruktur gleichartiger Unternehmen der Privatwirtschaft im maßgebenden Zeitraum vergleichbar ist. Nach R 33 Abs. 2 KStR ist eine angemessene Eigenkapitalausstattung bei Nichtbanken grundsätzlich gegeben, wenn das Eigenkapital mindestens 30 % des Aktivvermögens beträgt. Im Hinblick auf die angeführte BFH-Rechtsprechung ist diese 30-Prozent-Grenze in erster Linie als Nichtaufgriffsgrenze zu verstehen, ihre Erfüllung wird deshalb bei steuerlichen Außenprüfungen nicht beanstandet.
Was hingegen bei Kreditinstituten „angemessen“ ist, bestimmt sich unter Zugrundelegung übergeordneter bankaufsichtsrechtlicher Prinzipien. Bei der Erteilung einer Banklizenz prüft die BaFin im Einzelfall die Angemessenheit der Eigenmittel. Sowohl das KWG (§§ 10, § 10a Abs. 4 und Abs. 8 KWG) als auch Art. 1 CRR sprechen von der „Angemessenheit der Eigenmittel“ und verstehen darunter die Solvabilität der Kreditinstitute. Zur Sicherstellung einer „angemessenen Solvenz“ ist nach Nr. 40 Präambel der CRR bei der Festlegung von Eigenmittelanforderungen auf eine risikogerechte Gewichtung der Aktiva und außerbilanziellen Posten zu achten. Die Eigenmittelanforderungen sollten in einem angemessenen Verhältnis zu den jeweiligen Risiken stehen. Insbesondere sollten sie der Tatsache Rechnung tragen, dass eine große Anzahl relativ kleiner Kredite risikomindernd wirkt (Granularität; Nr. 43 Präambel). Die Angemessenheit der Eigenmittel zeigt sich in einer absoluten (Mindesteigenkapital nach KWG und PfandbriefG) und relativen Höhe (CRR).
Die Mindestanforderungen an das Risikomanagement (MaRisk) beurteilen die Angemessenheit nach der Risikotragfähigkeit. Nach Tz. 1 AT 4.1 MaRisk (BA) ist „sicherzustellen, dass die wesentlichen Risiken des Kreditinstituts durch das Risikodeckungspotenzial … laufend abgedeckt sind und damit die Risikotragfähigkeit gegeben ist“. Das wird auch durch § 25a Abs. 1 Satz 3 KWG gefordert. Die bankaufsichtsrechtlich verlangte Risikotragfähigkeit von Kreditinstituten zielt auf den Schutz der Einleger und deren Geldanlagen ab. Risikotragfähigkeit in diesem Sinne bedeutet die maximal mögliche Belastbarkeit des Eigenkapitals eines Kreditinstituts durch eintretende Verluste aus den eingegangenen Risiken.

## Berechnung der Eigenmittel
Die Eigenmittel von Kreditinstituten werden wie folgt ermittelt:
Eigenmittel sind die Summe aus Kernkapital und Ergänzungskapital (Art. 4 Abs. 1 Nr. 118, Art. 72 CRR), anrechenbare Eigenmittel sind nach Art. 4 Abs. 1 Nr. 71 CRR das Kernkapital (Art. 25 CRR) und das Ergänzungskapital (Art. 71 CRR) in Höhe von maximal 1/3 des Kernkapitals. Ausgangspunkt ist mithin das Kernkapital, das sich nach Art. 25 CRR aus dem „harten Kernkapital“ und dem „zusätzlichen Kernkapital“ zusammensetzt. Das „harte Kernkapital“ besteht aus:
```
   
Gezeichnetes Kapital
 (je nach 
Rechtsform
 heißt es 
Grundkapital
, 
Stammkapital
, 
Sicherheitsrücklage
, 
Geschäftsguthaben
)
   + 
Agio
 (Aufgeld aus der 
Überpariemission
 von 
Aktien
)
   + 
einbehaltene Gewinne

   + sonstige 
Rücklagen

   + Fonds für allgemeine Bankrisiken (nach 
§
 
340g
 
HGB
)
   + 
Einlagen
 
stiller Gesellschafter
 (nicht bei Aktiengesellschaften)
   = hartes Kernkapital
```

Aus der Zwischenstufe des harten Kernkapitals ergeben sich unter Berücksichtigung von Korrekturposten die anrechenbaren Eigenmittel:
```
   Hartes Kernkapital
   - Abzugsposten nach Art. 36 ff. CRR (u.
 
a. 
Verluste
, 
immaterielle Vermögenswerte
,
     aktive 
latente Steuern
, 
Vorleistungen
 nach Art. 379 Abs. 3 CRR)
   + zusätzliches Kernkapital nach Art. 51 CRR („Kapitalinstrumente“)
   - Abzugsposten nach Art. 56 ff. CRR (u.
 
a. bestimmte synthetische Positionen)
   = Kernkapital
   + Ergänzungskapital nach Art. 62 CRR (u.
 
a. Vorsorgereserven nach 
§
 
340f
 HGB, kumulative 
Vorzugsaktien
, 
Genussrechtskapital
,
     langfristige 
Nachrangverbindlichkeiten
)
   - Abzugsposten nach Art. 66 ff. CRR (u.
 
a. bestimmte synthetische Positionen)
   = Eigenmittel (zur Risikounterlegung)
   - Ergänzungskapital, dessen Betrag >1/3 des Kernkapitals beträgt
   = anrechenbare Eigenmittel / Gesamtkapital (als Bezugs- und Bemessungsgröße etwa für die Großkreditberechnung)
```

Anmerkungen:
- Ergänzungskapital: Dazu zählen Vorsorgereserven gemäß § 340f HGB, die nicht auf Wertminderung der Aktiva beruhen und damit im Liquidationsfall auch realisiert werden können.
- Genussrechtskapital muss zur Anerkennung als Eigenkapital die Eigenschaften von Eigenfinanzierungstiteln erfüllen (Teilnahme an laufenden Verlusten, nachrangige Bedienung, Dauerhaftigkeit, Ursprungslaufzeit mindestens 5 Jahre).
- Neubewertungsreserven: Die bislang als Eigenmittel anrechenbare Neubewertungsreserve und der Haftsummenzuschlag sind der CRR zufolge nicht mehr als Eigenmittel vorgesehen. Allerdings sieht eine bis zum Jahr 2022 laufende Übergangsvorschrift deren degressive Anrechnung vor.
- Außerdem zählen kumulative Vorzugsaktien in ihren jeweiligen Nennwerten zum Ergänzungskapital.
- Nachrangige Verbindlichkeiten werden bei Erfüllung folgender Kriterien als Ergänzungskapital anerkannt, hierzu gehören unter anderem Genussrechte und nachrangige Sparbriefe:
  - Im Insolvenzfall müssen sie nachrangig befriedigt werden.
  - Die Ursprungslaufzeit bzw. die Kündigungsfrist muss mindestens 5 Jahre betragen.
  - Verbindlichkeiten lassen sich nicht mit Forderungen des Kreditinstitutes aufrechnen.
  - Diese Bedingungen dürfen nicht nachträglich verändert werden.

## Unterlegung mit Eigenmitteln
Die auf diese Weise berechneten „anrechenbaren Eigenmittel“ werden den Risikopositionen gegenübergestellt, wobei neben den Kreditrisiken (Art. 111–134 und 143–191 CRR) auch die Marktrisiken (Art. 325 ff. CRR) und das operationelle Risiko (Art. 315 ff. CRR) mit Eigenmitteln zu unterlegen sind.
Nach Art. 92 Nr. 3 CRR haben Kreditinstitute zu jedem Zeitpunkt ab Januar 2019 folgende Eigenmittelanforderungen zu erfüllen:
- harte Kernkapitalquote: mindestens 4,5 %,
- Kernkapitalquote: mindestens 6 % und
- Gesamtkapitalquote (=anrechenbare Eigenmittel): mindestens 8 % des Gesamtforderungsbetrags

Der Gesamtforderungsbetrag errechnet sich danach wie folgt:
```
    
Risikogewichtetes
 Kreditrisiko
    + Überschreitungen der Großkreditobergrenzen
    + 
Fremdwährungsrisiko

    + 
Abwicklungsrisiko

    + Warenpositionsrisiko
    + 
Derivaterisiko

    + 
Marktrisiko

    + 
operationelles Risiko

    = Gesamtforderungsbetrag
```

Das risikogewichtete Kreditrisiko wird nicht mit dem Nennbetrag des Kreditportfolios, sondern nach Forderungsklasse und dem ratinggewichteten Nennbetrag berücksichtigt. Verschlechtern sich allgemein die Ratings innerhalb des Kreditportfolios, müssen Banken dieses Kreditportfolio mit mehr Eigenkapital unterlegen und umgekehrt. So erhalten beispielsweise Kredite an Staaten und deren Zentralbanken der EU-Mitgliedstaaten, die auf die Landeswährung dieses Staats lauten und in dieser Währung refinanziert sind, ein Risikogewicht von 0 % (Art. 114 Nr. 4 CRR), sind also nicht mit Eigenmitteln zu unterlegen. Alle übrigen Positionen müssen mit Eigenmitteln unterlegt sein, im extremsten Fall bei Verbriefungen mit 1250 % ihres ratinggewichteten Nennbetrags.
Hat ein Kreditinstitut beispielsweise ein Gesamtkapital von 10 Millionen Euro, so darf es einen Gesamtforderungsbetrag von maximal 125 Millionen Euro (mit 100 % anzurechnendem, ratinggewichteten Kreditrisiko) in der Bilanz ausweisen, denn 8 % des Gesamtforderungsbetrags ergeben anrechenbare Eigenmittel von 10 Millionen Euro. Die Eigenmittel bilden damit den entscheidenden Engpass- und Wachstumsfaktor des Kreditportfolios in Volumen und Struktur, die zu Kontingentierungen führen.

## Bilanzierung
Bei der Bilanzierung der Eigenmittel treten die Unterschiede zwischen handelsrechtlichem und bankenaufsichtsrechtlichem Eigenkapital zutage. Grundsätzlich gilt für Kreditinstitute handelsrechtlich zunächst die allgemeine Bilanzgliederung nach § 266 Abs. 3 A HGB, wonach sich das Eigenkapital aus gezeichnetem Kapital, Kapitalrücklagen, Gewinnrücklagen, Gewinnvortrag/Verlustvortrag und Bilanzgewinn/Bilanzverlust zusammensetzt. Auch bei Nichtbanken führen die Verlustpositionen wegen ihres negativen Vorzeichens zu einem Eigenkapitalabzug. Bankenspezifisch sind nach § 25 Abs. 1 Kreditinstituts-Rechnungslegungsverordnung (RechKredV) im Unterposten Buchstabe a „Gezeichnetes Kapital“ – ungeachtet ihrer genauen Bezeichnung im Einzelfall – alle Beträge auszuweisen, die entsprechend der Rechtsform des Instituts als von den Gesellschaftern oder anderen Eigentümern gezeichnete Eigenkapitalbeträge gelten. Hierzu gehören auch Einlagen stiller Gesellschafter, Dotationskapital sowie Geschäftsguthaben. Im Unterposten Buchstabe c „Gewinnrücklagen“ sind gemäß § 25 Abs. 2 RechKredV auch die Sicherheitsrücklage der Sparkassen sowie die Ergebnisrücklagen der Kreditgenossenschaften auszuweisen.
Wie bei anderen Unternehmen stellt das Mezzanine-Kapital auch in der Kreditwirtschaft den zentralen Problembereich dar. Dieses hybride Kernkapital ist bei Banken als Eigenkapitalbestandteil weitgehend entfallen. Als Ergänzungskapital bleiben insbesondere Genussrechtskapital und langfristige Nachrangverbindlichkeiten (Art. 66 CRR) erhalten, wenn sie die Voraussetzungen nach Art. 63 CRR erfüllen. Hierzu gehört insbesondere eine Ursprungslaufzeit von mindestens 5 Jahren. Immaterielle Vermögensgegenstände und aktive latente Steuern sind vom harten Kernkapital abzuziehen; Kapitalbeteiligungen ebenfalls, wenn sie 10 % des harten Kernkapitals übersteigen („wesentliche Beteiligungen“). Bis 2021 fallen nach Art. 484 f. CRR als Eigenkapitalbestandteile die Vorsorgereserven nach § 340f HGB, das Genussrechtskapital, die Nachrangverbindlichkeiten, die Einlagen stiller Gesellschafter und der Haftsummenzuschlag fort. Sie bleiben durch ein Grandfathering mit linear sinkenden Quoten zunächst anerkannt. Anrechenbare Eigenmittel dürfen Ergänzungskapital bis zu folgender Höhe umfassen:
- zwischen Januar 2015 und Dezember 2015: 75 % des Kernkapitals,
- zwischen Januar 2016 und Dezember 2016: 50 % des Kernkapitals

Ungebundene Vorsorgereserven nach § 340f HGB (nur in der Handelsbilanz) können zwar unbegrenzt gebildet werden, gehören jedoch nur bis zu 1,25 % des risikogewichteten Positionsbetrages für das Kreditrisiko zum harten Kernkapital, der „Fonds für allgemeine Bankrisiken“ nach § 340g HGB gehört in voller Höhe zum Kernkapital. Die bisherigen Reserven nach § 26a KWG a. F. sind kein Eigenkapitalbestandteil mehr.
Zum harten Kernkapital gehören einige „Kapitalpuffer“. Nach § 10c KWG ist ein „Kapitalerhaltungspuffer“ zu bilden, der aus hartem Kernkapital bestehen muss und mindestens 2,5 % des Gesamtforderungsbetrags zu erreichen hat.
Darüber hinaus ist nach § 10d KWG ein aus hartem Kernkapital bestehender „antizyklischer Kapitalpuffer“ in Höhe von wiederum 2,5 % des Gesamtforderungsbetrags zu bilden.
Ferner kann durch die BaFin ein „Kapitalpuffer für systemische Risiken“ nach § 10e KWG festgelegt werden. Ein „Kapitalpuffer für global systemrelevante Institute“ ist nach § 10f KWG und für „anderweitig systemrelevante Institute“ nach § 10g KWG zu bilden, wenn die Voraussetzungen erfüllt sind.

## Kennzahlen
Als betriebswirtschaftliche Kennzahlen ergeben sich folgende Quoten, die die in Art. 92 Nr. 3 CRR aufgeführten Mindestquoten nicht unterschreiten dürfen:
{\displaystyle {\begin{aligned}{\text{Harte Kernkapitalquote}}&={\frac {\text{hartes Kernkapital}}{\text{Gesamtforderungsbetrag}}}\\{\text{Kernkapitalquote}}&={\frac {\text{Kernkapital}}{\text{Gesamtforderungsbetrag}}}\\{\text{Gesamtkapitalquote}}&={\frac {\text{Gesamtkapital}}{\text{Gesamtforderungsbetrag}}}\end{aligned}}}
Diese Kennzahlen dienen außer den aufsichtsrechtlichen Erfordernissen auch dem Betriebsvergleich und sind Bestandteil des Ratings von Ratingagenturen.

## Wirtschaftliche Aspekte
In der Bankbetriebslehre werden drei Arten des Eigenkapitals unterschieden, das bilanzielle Eigenkapital, das regulatorische Eigenkapital und das ökonomische Kapital. Bilanzielles Eigenkapital ist der Buchwert der Bilanzposition „Eigenkapital“ in der Bankbilanz, regulatorisches das nach § 10 KWG und § 10a KWG sowie Basel III zu ermittelnde Eigenkapital einschließlich Kapitalpuffer und ohne Geschäfts- oder Firmenwert. „Als ökonomisches Kapital bezeichnet man die Gesamtheit der Risikodeckungspotenziale, die mindestens vorgehalten werden muss, um selbst dann, wenn die vorab definierte Maximalbelastungssituation eintreten sollte, solvent zu bleiben“. Das ökonomische Kapital (englisch economic capital) bildet zusammen mit dem Kapitalpuffer die Risikodeckungsmasse, welche die drei bankbetrieblichen Hauptrisiken Kreditrisiko, Marktrisiko und operationelles Risiko abdecken soll.
Durch die Messgröße ökonomisches Kapital wird der Begriff angemessenes Eigenkapital operabel gemacht. Mit Hilfe dieser Messgröße wird die Höhe des erforderlichen Eigenkapitals ermittelt, das extreme unerwartete Verluste (englisch unexpected loss) aus dem Kreditportfolio aufzufangen imstande sein muss. Mit „extrem“ wird ein Konfidenzniveau von mindestens 99,5 % beim ermittelten ökonomischen Kapital bezeichnet. Dies bedeutet, dass die innerhalb eines Jahres auftretenden unerwarteten Verluste mit einer Wahrscheinlichkeit von 99,5 % oder mehr durch Eigenkapital abgedeckt sind. Mit dem Risikopotenzial wird das ökonomische Kapital (Risikokapital) bestimmt, wobei der Maximalbelastungsfall unterstellt wird.
Nach der 1959 von Wolfgang Stützel aufgestellten Maximalbelastungstheorie müssen die Eigenmittel in einem Extremszenario ausreichen, um bei einem Bankansturm den Liquidationsverlust aufzufangen, der beim Verkauf der Aktiva für die Rückzahlung der Bankguthaben eintritt. „Die Summe der Verluste, die bei einer derartigen vorzeitigen Abtretung gewisser Aktiva hingenommen werden müssen, darf nie größer sein als das Eigenkapital“. Die Eigenmittel stellen mithin ein Liquidationspolster für die von Banken übernommenen Fristentransformationsrisiken dar.